# Az év szerb labdarúgója
Az év szerb labdarúgója (szerbül: Златна лопта Фудбалског савеза Србије / Zlatna lopta Fudbalskog saveza Srbije) díjat a szerb labdarúgó-szövetség adja át 2006 óta. Ezt megelőzően 1992 és 2003 között az év jugoszláv labdarúgóját, 2004 és 2005 között Szerbia és Montenegró legjobb labdarúgóját díjazták. 

## Díjazottak

### Jugoszlávia
| Év   | Játékos               | Klub                            |
| ---- | --------------------- | ------------------------------- |
| 1992 | Predrag Mijatović     | FK Partizan                     |
| 1993 | Predrag Mijatović (2) | FK Partizan/ Valencia           |
| 1994 | nem került kiosztásra | nem került kiosztásra           |
| 1995 | Dejan Savićević       | AC Milan                        |
| 1996 | nem került kiosztásra | nem került kiosztásra           |
| 1997 | nem került kiosztásra | nem került kiosztásra           |
| 1998 | Predrag Mijatović (3) | Real Madrid                     |
| 1999 | Siniša Mihajlović     | Lazio                           |
| 2000 | Mateja Kežman         | FK Partizan                     |
| 2001 | nem került kiosztásra | nem került kiosztásra           |
| 2002 | nem került kiosztásra | nem került kiosztásra           |
| 2003 | Nikola Žigić          | Spartak Subotica/ Crvena zvezda |

### Szerbia és Montenegró
| Év   | Játékos               | Klub                  |
| ---- | --------------------- | --------------------- |
| 2004 | nem került kiosztásra | nem került kiosztásra |
| 2005 | Nemanja Vidić         | Szpartak Moszkva      |

### Szerbia
| Év   | Játékos                | Klub              |
| ---- | ---------------------- | ----------------- |
| 2006 | Dejan Stanković        | Internazionale    |
| 2007 | Nikola Žigić           | Valencia          |
| 2008 | Nemanja Vidić (2)      | Manchester United |
| 2009 | Miloš Krasić           | CSZKA Moszkva     |
| 2010 | Dejan Stanković (2)    | Internazionale    |
| 2011 | Aleksandar Kolarov     | Manchester City   |
| 2012 | Branislav Ivanović     | Chelsea           |
| 2013 | Branislav Ivanović (2) | Chelsea           |
| 2014 | Nemanja Matić          | Chelsea           |
| 2015 | Nemanja Matić (2)      | Chelsea           |
| 2016 | Dušan Tadić            | Southampton       |
| 2017 | Vladimir Stojković     | Partizan          |
| 2018 | Aleksandar Mitrović    | Fulham            |
| 2019 | Dušan Tadić (2)        | Ajax              |